# Tankcsapda
Tankcsapda – węgierska grupa muzyczna, wykonująca hard rock, punk rock i heavy metal, założona w 1989 roku w Debreczynie.

## Historia
Zespół został założony w 1989 roku w Debreczynie jako punkrockowe power trio z perkusją, gitarą i gitarą basową. W miarę swojego istnienia grupa stale rozszerzała repertuar o różne elementy muzyki rockowej. Początkowo grali w małych miejscach i wydawali albumy u małych, niezależnych wydawców. Pierwsze sukcesy przyszły w 1995 roku, wraz z wydaniem albumu Az ember tervez, który osiągnął status złotej płyty.
W 2003 roku przeszli do mainstreamu płytą Élni vagy égni. Trzy lata później wydali jedną ze swoich najcięższych płyt, Mindenki vár valamit. Ich najnowszy album studyjny, Minden jót, został wydany w 2009 roku.

## Członkowie

### Obecni
- László Lukács – wokal (1989–), gitara (1989–1992), gitara basowa (1993–)
- Levente Molnár – gitara (1993–)
- Tamás Fejes – perkusja (2000–)

### Dawni
- György Buzsik – perkusja (1989–1997)
- Ottó Elek – perkusja (1997–2000)
- Attila Tóth Laboncz – gitara basowa (1989–1992)

## Albumy
- Baj van!! (1989, demo)
- Punk & Roll (1990)
- A legjobb méreg (1992)
- Jönnek a férgek (1994)
- Az ember tervez (1995)
- Connektor :567: (1997)
- Ha zajt akartok! (1999)
- Agyarország (2001)
- Baj van!! (2002, reedycja albumu z 1989)
- Élni vagy égni (2003)
- Mindenki vár valamit (2006)
- Minden jót (2009)
- Rockmafia Debrecen (2012)
- Urai vagyunk a helyzetnek (2014)

### Koncertowe
- Eleven (1996)
- Elektromágnes (2007)

### Kompilacje
- Tankológia (1999)
- A legjobb mérgek (2004)

### EP
- ...'Cause for Sale (1996)

### Single
- Ez az a ház (2000)
- Szextárgy (2003)
- Mire vagy kíváncsi? (2008)
- Köszönet, doktor (2009)

### VHS/DVD
- Tankcsapda '89-'96 (1996)
- Itt vannak a Tankok!! (2003)
- A legjobb mérgek (2004)
- Viszlát Debrecenben! {2004}
- Élő Főnix (2005)
- Élő Kisstadion (2009)
- Sziget 2009 – 20 éves jubileumi koncert (2010)